# Maison Louis-Esnault
La maison Louis-Esnault est situé dans la ville de Châteaudun, sous-préfecture du département français d'Eure-et-Loir, en région Centre-Val de Loire.

## Histoire
Elle fait l’objet d’un classement au titre des monuments historiques depuis le 3 juillet 1922.

## Architecture

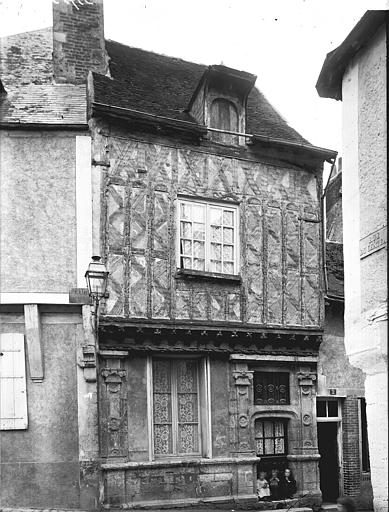
Photographie de Camille Enlart (1862-1927).
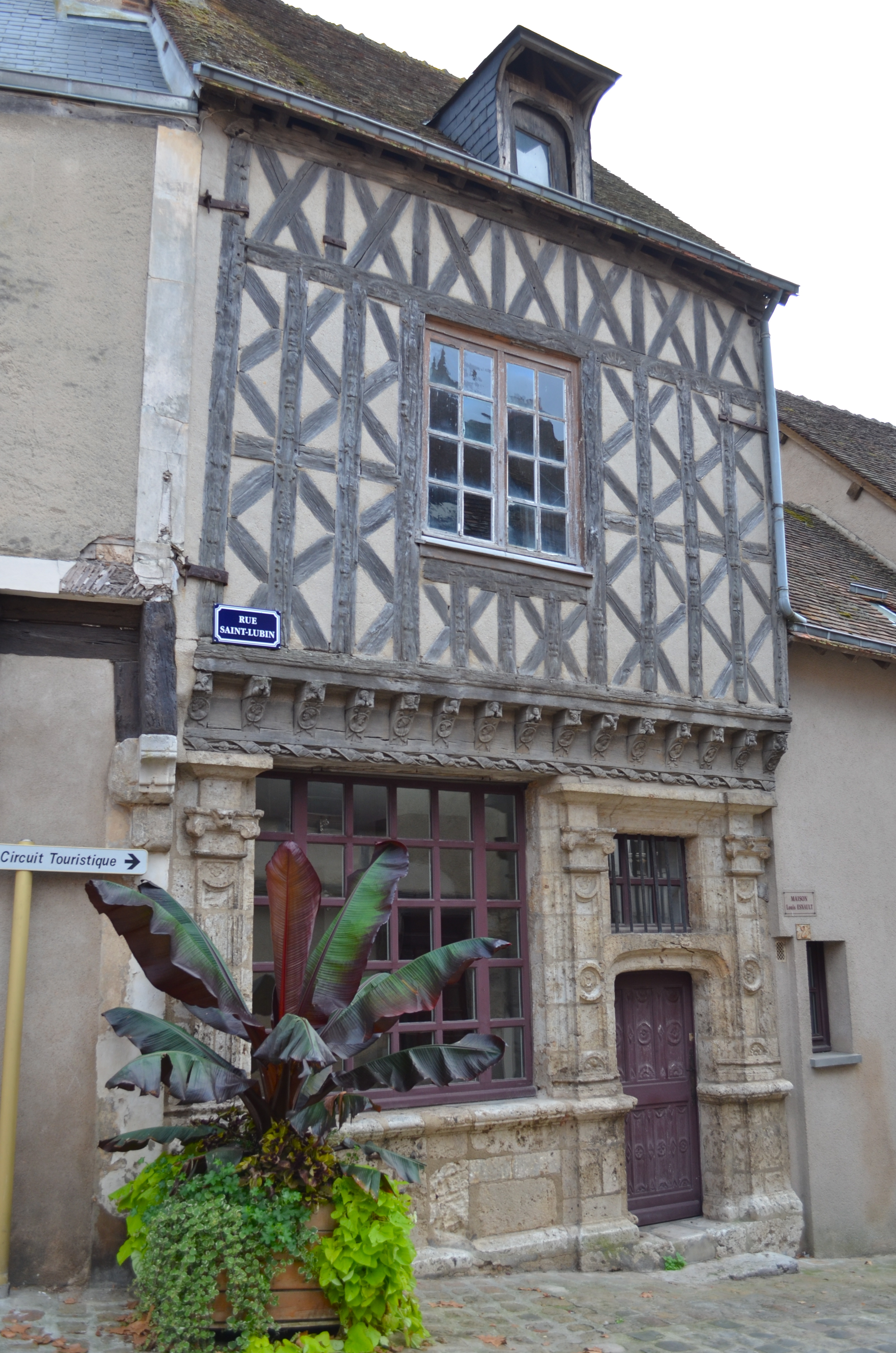
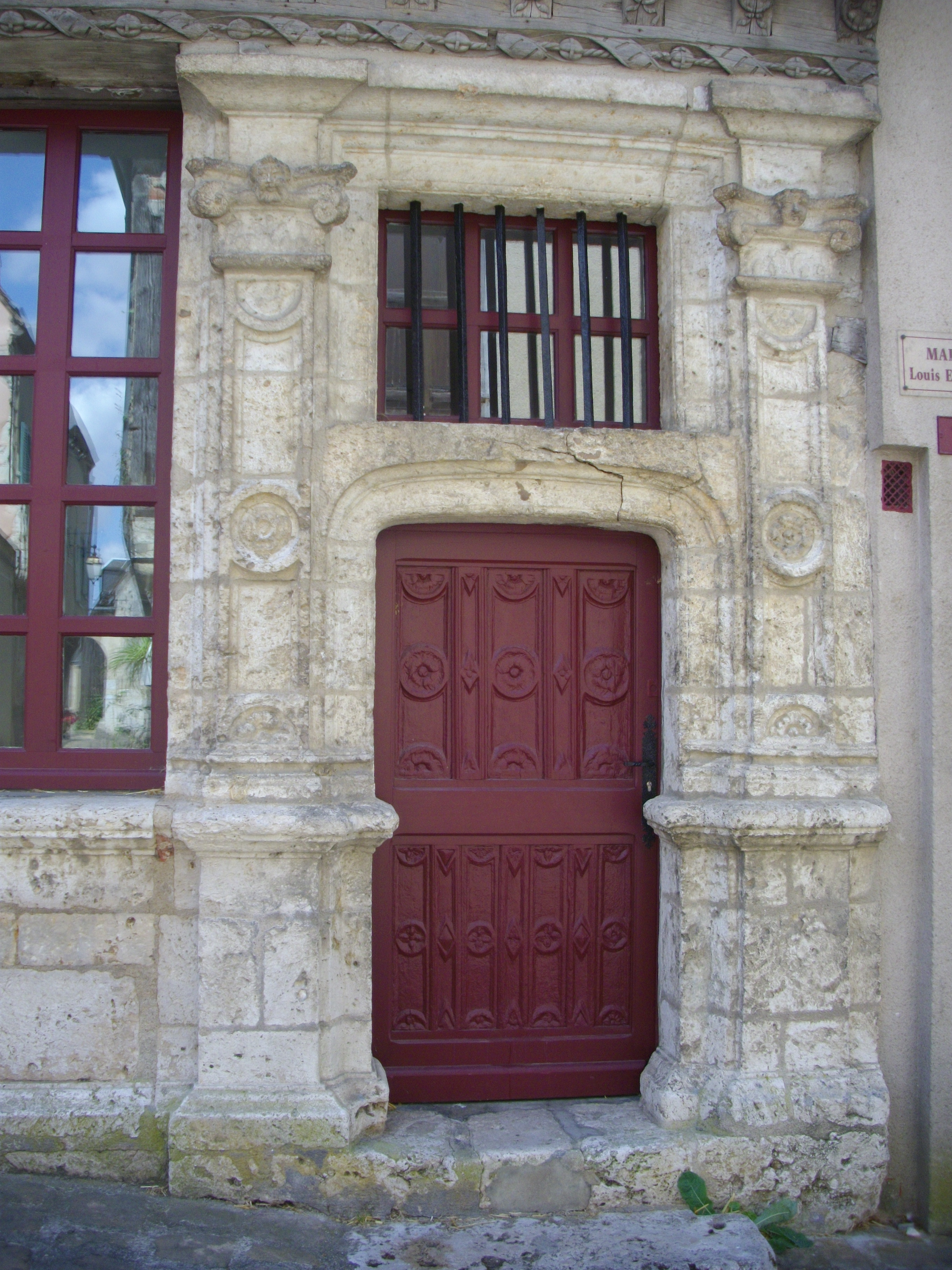
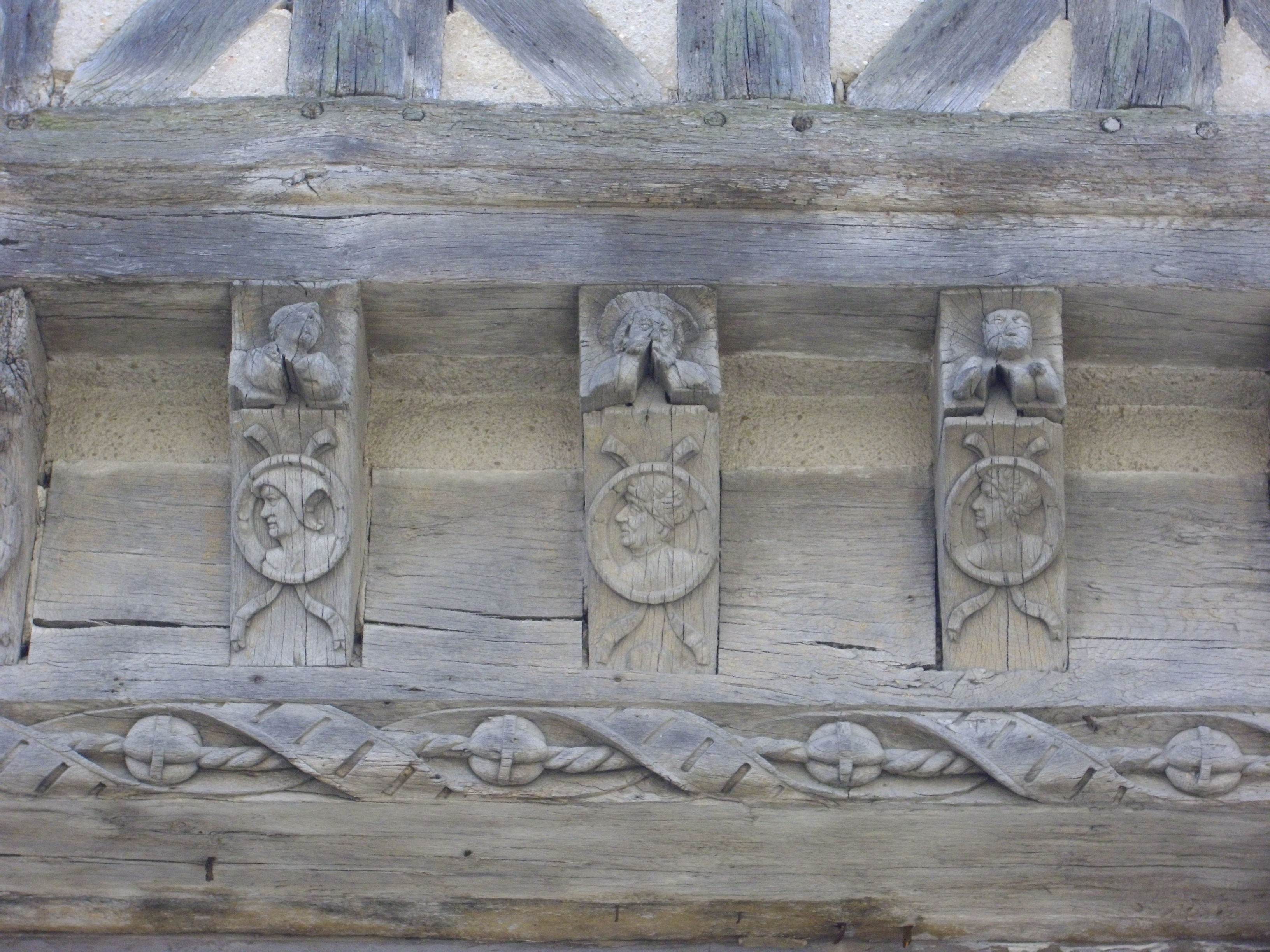
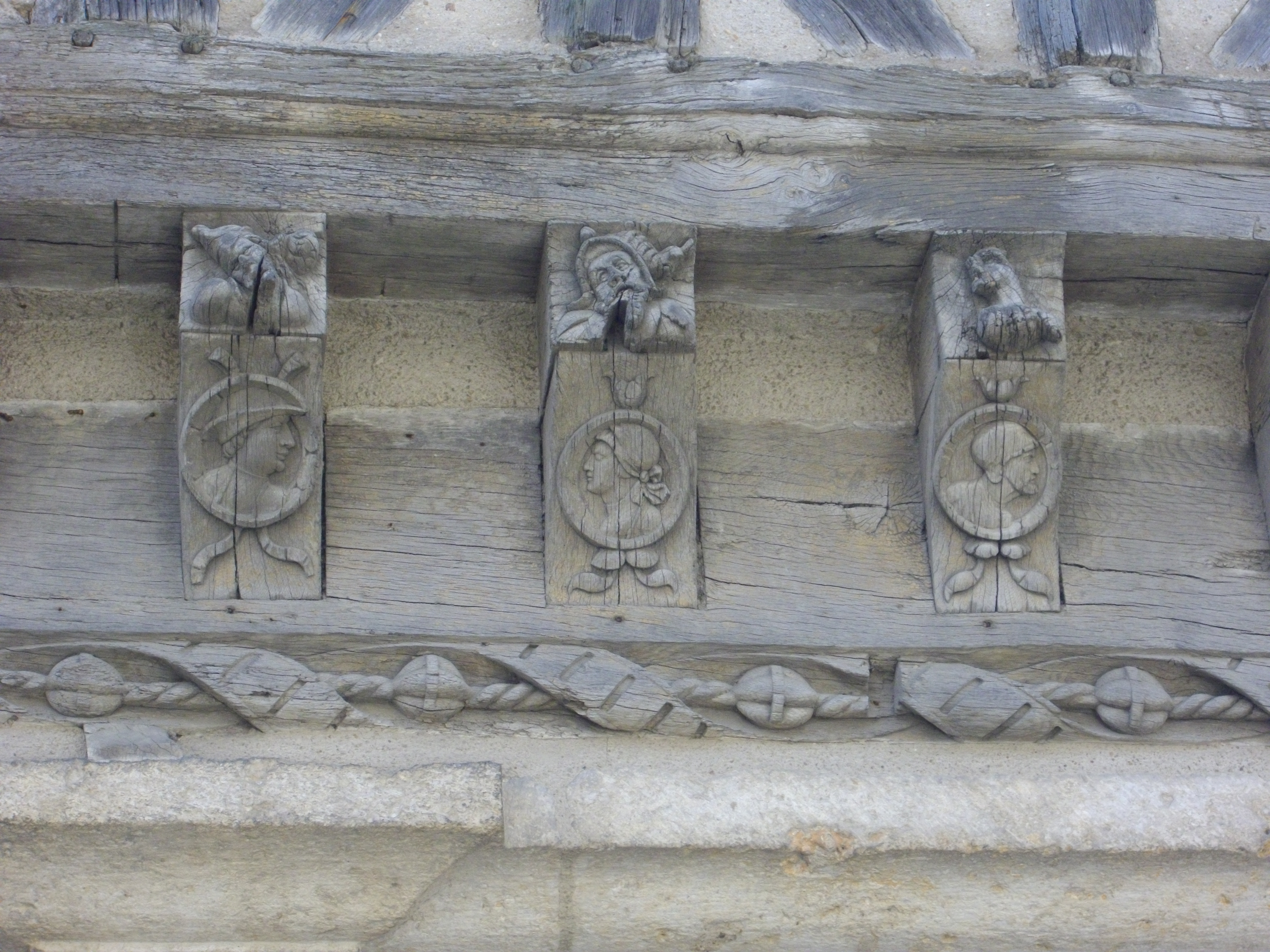
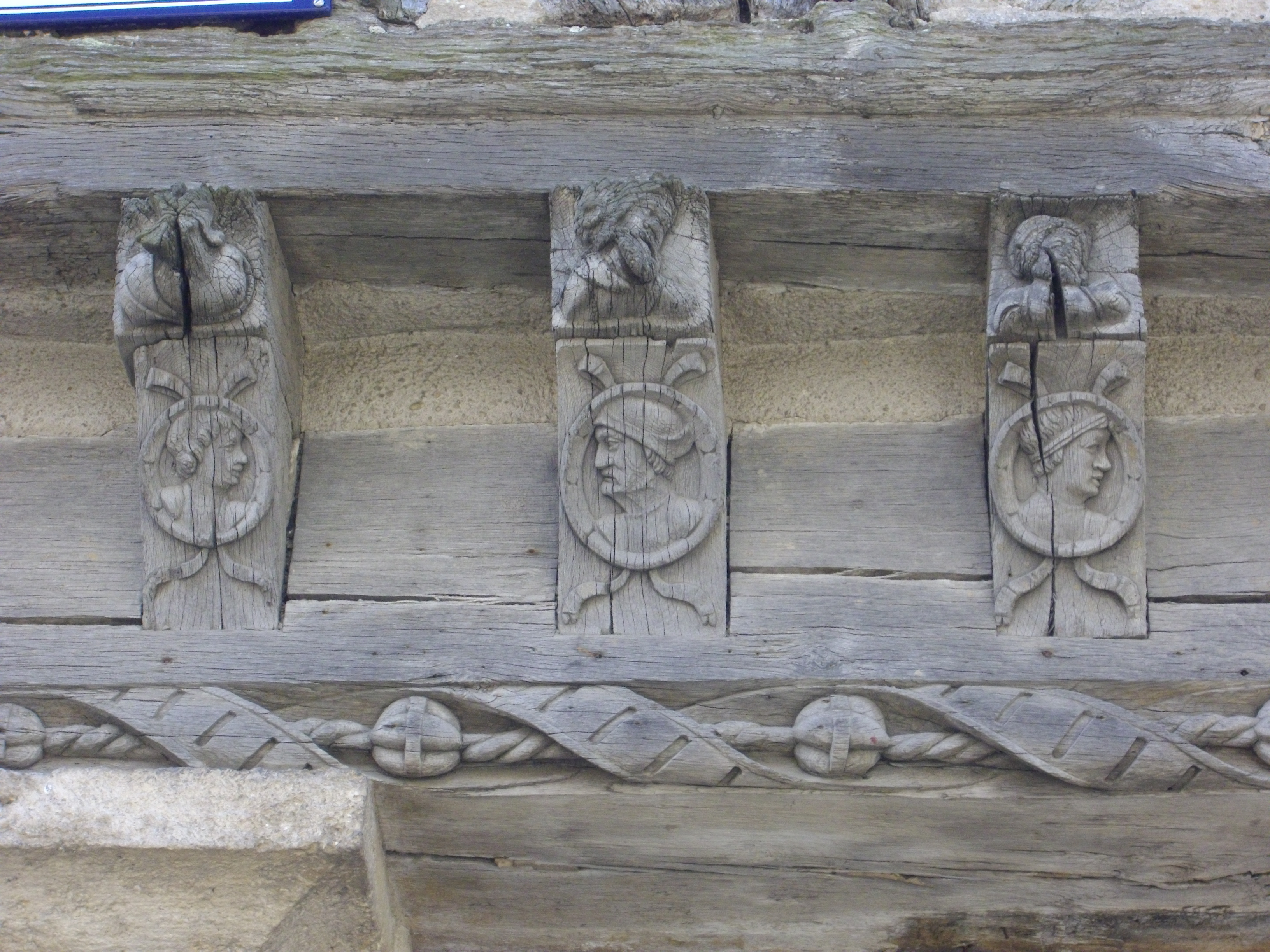